# Schulname
Der Schulname bezeichnet eine einzelne Bildungseinrichtung.

## Grundlagen
Während zunächst häufig lokale oder soziologische Relationen für eine Namensdefinition genügten (Klosterschule, Dorfschule, Volksschule, Fürstenschule etc.), brachte die Entwicklung des Bildungswesens und das damit verbundene Anwachsen der Anzahl der Schulen auch eine Differenzierung der Schulnamen mit sich.
Manche Schulnamen sind vom Schulträger geprägte programmatische Widmungen. Schulnamen sind oft mit einem Personennamen als Ehrenname verbunden, einem Schulpatron. Sie können den Schulträger selbst repräsentieren, historisch eine Stifterperson, oder einen Schulreformer. Schulnamen beziehen sich häufig auf ein Vorbild, das entweder in einer Beziehung zu der einzelnen Schule stand oder dessen Ideen, Schicksal bzw. Leistungen eine Übernahme des Namens als gerechtfertigt erscheinen lassen (Politiker, Künstler, Leitgestalten der Religionen). Hier repräsentiert der Patron ein pädagogisches Leitbild der Schule. Auch nach Gönnern oder Sponsoren wurden Schulen benannt. Daneben gibt es ein breites Feld der Ordensschulen und anderer religiöser Bildungsstätten, die nach den Heiligenpatrozinien der jeweiligen Schulhalter benannt sind.
Vielfach wechseln Schulnamen im Wechsel der politischen Zeitläufte. Am Wechsel solcher Namen lässt sich ausschnittweise die Entwicklung der lokalen Geistesgeschichte beobachten.

## Moderne Entwicklungen
Allgemein ist in Mitteleuropa eine anhaltende Tendenz fort von der allgemeinen Regionalverknüpfung eines Schulnamens („Gymnasium der Stadt NN.“) zu einem personalen Patronat zu beobachten:

„Fritz Halverscheid habe seinerzeit viel für die Schule, die Schüler und auch für die Stadt insgesamt getan. Wenn nicht Halverscheid, wer dann? Zudem sei ‚Gymnasium der Stadt Gevelsberg‘ ein Allerweltsname und biete wohl am wenigsten Identifikation“

Dies spiegelt sich auch in Titelzeilen über Schulnamensdiskussionen wie Mit Namen Identifikation stärken.
Solche Aussagen sind in dem Kontext zu sehen, dass Schulen „Dienstleistungsbetriebe“ sind, die um die abnehmenden Schülerzahlen der geburtenschwachen Jahrgänge nach den 1970ern (Pillenknick) und der ungebrochenen weiteren Abnahme der Jugendlichen an der Gesamtbevölkerung konkurrieren müssen. Hier leistet der Schulname im Sinne einer Corporate identity, aber auch eines mission statements (Schulmotto) als „Präambel“ des Lehrplans ihren Beitrag, der Schule ein prägnantes, und auch reizvolleres Profil zu verschaffen. In den USA hingegen ist die Benennung von Schulen nach Personen rückläufig.

## Nationales

### Deutschland
Allgemein setzt sich eine Schulbezeichnung aus Schulform mit zusätzlichen Regelungen, gebietsweise dem Ort der Schule (meist der Gemeinde), und optional dem Schulnamen zusammen und muss prinzipiell die Schule von anderen Schulen vor Ort unterscheiden.

#### Geschichte
In Deutschland wurden in der nationalsozialistischen Periode 1933–1945 politisch missliebige Schulpatronyme getilgt und Eponyme nationalsozialistischer Leitfiguren herangezogen. „So hieß die [Jenaer] Nordschule nach Adolf Hitler, die Ostschule nach Fritz Wächtler, die Jenaplanschule nach Wilhelm Frick […]“.
Nach analogem Muster verfuhr man in der DDR, wobei man die Namensvergabe teilweise über die Schule hinaus auf die Klassenzimmer ausdehnte. „So vergab die […] Goethe-Schule der Stadt Nauen folgende Namen an ihre Klassenzimmer: Kollwitz, Geyer, Mao, Marx, Seghers, Luxemburg […]“.
Bundesweites Aufsehen erregte die Diskussion um das (2008 entwidmete) Friedrich-Flick-Gymnasium, auch andere Schulen wurden zum Politikum.

#### Verbreitung
In Deutschland ist Geschwister-Scholl-Schule der meistverbreitete Schulname. Es folgen als Patronatsgeber
- Albert Schweitzer
- Johann Wolfgang von Goethe
- Friedrich Schiller
- Theodor Heuss
- Heinrich Friedrich Karl vom und zum Stein
- Alexander von Humboldt
- Erich Kästner
- Anne Frank
- Albert Einstein

#### Rechtliche Regelungen
Die Schulgesetze der Länder regeln die Schulnamensvergabe in Deutschland.
- Niedersachsen: „Die im Schriftverkehr und in den Zeugnissen zu verwendende Bezeichnung muss hiernach neben dem (soweit vorhanden) Namen der Schule stets auch die Bezeichnung der Schulform und den Namen der Gemeinde bzw. bei berufsbildenden Schulen die Worte ‚Berufsbildende Schule‘ und den Namen der Gemeinde oder des Landkreises enthalten. Der Schulname kann in die Schulbezeichnung aufgenommen werden.“[16] Das Verfahren ist in § 107 des Niedersächsischen Schulgesetzes (NSchG) geregelt
- Nordrhein-Westfalen: „Jede Schule führt eine Bezeichnung, die den Schulträger, die Schulform und die Schulstufe angibt. Bei Grundschulen und Hauptschulen ist auch die Schulart anzugeben. Berufskollegs mit Bildungsgängen, die gemäß § 22 Abs. 5 zur allgemeinen Hochschulreife führen, können dafür den Zusatz ‚Berufliches Gymnasium‘ führen. Der Name der Schule muss sich von dem anderer Schulen am gleichen Ort unterscheiden. Dies gilt auch für Ersatzschulen, die auch als solche erkennbar sein müssen.“ (NRW-Schulgesetz § 6)
- Sachsen: Für Dresden gelten besondere Regeln (Richtlinie Namensgebung Schulen)[17], wo ein Verwaltungsname (im Einrichtungsregister des Freistaates Sachsen eingetragen) die Schulart, bei mehreren Schulen gleicher Schulart die Schulnummer (bei Grund- und Mittelschulen) oder die Fachrichtung oder das Berufsfeld (bei Beruflichen Schulzentren) geführt werden, bei Gymnasien ist das Anfügen von Stadtteil- bzw. Ortsteilnamen zulässig. Grundsatz ist: „Die Wahl eines besonderen Eigennames ist möglich, jedoch nicht obligatorisch. Bei einer Namenswahl, die an Personen geknüpft ist, sind sowohl private Namens- als auch Persönlichkeitsrechte zu berücksichtigen.“[18]
- Baden-Württemberg „Jeder öffentlichen Schule gibt der Schulträger einen Namen, der die Schulart und den Schulort angibt und die Schule von den anderen am selben Ort bestehenden Schulen unterscheidet, bei sonderpädagogischen Bildungs- und Beratungszentren kann an die Stelle der Schulart der Schultyp treten. Soweit in einer Schule mehrere Schularten verbunden sind, kann anstelle der Schularten eine die Schularten umfassende Bezeichnung aufgenommen werden.“[19]

### Österreich
In Österreich setzt sich der Name einer öffentlichen Schule allgemein aus der Schulart bzw. Schulform im Bildungssystem (außer in amtlichen Dokumenten meist abgekürzt in der Form VS … Volksschule, HS … Hauptschule, BG … Bundesgymnasium, ORG … Oberstufenrealgymnasium, HTL … Höhere technische Lehranstalt usw.) und dem Ort (Gemeinde oder Ortschaft, in Städten auch Stadtteile oder Straßen/Plätze). Dazugestellt sind die von Schulen im Rahmen der für Österreich typischen Schulautonomie vom Schulhalter gewählten Eigennamen: Diese umfassen ausschließlich Namenspatronanzen.
Beispiele eines vollen Schulnamens: HTBLuVA Wien 5 Spengergasse (Schulart + näherer Ortsname), Aufbaugymnasium Hollabrunn (nähere Schulform + Ortsname), Camillo Sitte Lehranstalt – HTBLuVA Wien III (Namenspatronanz + Schulform + Ort), Linz International School Auhof oder Internatsschule für Schisportler Skigymnasium Stams (jew. nähere Schwerpunktbildung), Sir-Karl-Popper-Schule (Schulversuch am Wiedner Gymnasium) Bischöfliches Gymnasium Petrinum (private öffentliche Schule)
Schulpatronanzen haben – abgesehen von noch älteren Ordensschulen – in Österreich eine lange Tradition und gehen in die Reformen der Zeit der Maria Theresia und Joseph II. (Theresianum, Josephinum) zurück. Namen des 19. Jahrhunderts beziehen sich meist auf Landesherren, Techniker oder Schulreformatoren, die die Schulen begründet haben, moderne Namen umfassen auch Personen aus Politik und Wirtschaft, sowie die Wissenschaftler, Philosophen und Künstler, die für das österreichische Selbstverständnis und Image eine bedeutende Rolle spielen. Daneben ist seit dem EU-Beitritt 1994/95 die Bezeichnung Europaschule zu Ehren des geeinten Europa populär geworden.
In Österreich gibt es über 200 Schulen (von Volksschulen über höhere Schulen bis hin zu Schulzweigen und Schulversuchen), die eine Patronanz einer Person oder Europas tragen.

#### Rechtliche Regelungen
Die Bezeichnung einer öffentlich-rechtlichen Schule ist im II. Hauptstück des Schulorganisationsgesetzes (SchOG 1962, i.d.g.F. d. Schulorganisationsgesetz-Novelle 2005) geregelt (SchOG) geregelt.

„Demnach hat der Schulname grundsätzlich ex lege die Schulartbezeichnung und den Standort zu enthalten. Darüber hinaus kann der Schulerhalter eine nähere Standortbezeichnung und/oder auch einen Namen einer bekannten Persönlichkeit für die Schulbezeichnung vorsehen. Den Schulen wird ermöglicht, in schulautonom geänderten Lehrplanbestimmungen hinsichtlich ihrer Schwerpunktbildung auch einen Zusatz zur Schulartbezeichnung festzulegen. Ebenso können die Schulen auch einen Hinweis auf einen Schulversuch im Schulnamen vorsehen. Im Namen darf aber nur der Hinweis auf eine Schwerpunktsetzung oder einen Schulversuch enthalten sein.“

Die Grundsatzbestimmung der Ausnahmen bezüglich der „eigennamenähnliche Bezeichnungen“ stehen im § 130 SchOG. Privatschulen sind in der Namenswahl gänzlich frei, sofern sie keine höheren Rechte (Persönlichkeitsrechte, Anstand usw.) verletzen.